# Герб Немирівського району
Герб Немирівського району — офіційний символ Немирівського району, затверджений 9 жовтня 2009 р. рішенням сесії районної ради.

## Опис
Щит чотиричасний, поділений золотим нитяним хрестом. На першій лазуровій частині золоте шістнадцятипроменеве сонце з людським обличчям; на другій червоній срібний лапчастий хрест, у центрі якого лазуровий щиток зі срібним півмісяцем; на третій червоній золота кам'яна фортеця з герба Брацлавщини; на четвертій золотій срібний дзвін. Щит облямований двома колосками пшениці, обвитими червоною стрічкою.